# 三里镇 (贵港市)
三里镇，是中华人民共和国广西壮族自治区贵港市覃塘区下辖的一个乡镇级行政单位。

## 行政区划
三里镇辖三里社区；大零村、龙田村、九岸村、双凤村、吉塘村、石社村、隆兴村、大周村、水仙村、甘道村十个村委会。

## 历史沿革[3]

### 秦至隋
秦前为百越之地。
秦，属桂林郡布山县。 秦末，桂林郡更名郁州郡，属郁州郡，属南海尉赵佗建立的南越王国。
汉，元鼎六年(公元前111年)属郁林郡。
王莽新朝(公元9年至23年)改郁林郡为郁平郡，属郁平郡。
后汉(公元25年至220年) 属郁林郡。三国时期属郁林郡属吴国。
晋(公元281年至420年)，南北朝宋、齐时代(公元420年至502年)属郁林郡。
梁(公元503年至557年)、陈(公元558年至589年)时代，属南定州。
隋，开皇十年(公元590年)南定州改尹州，故属尹州。大业二年(公元606年)，属广州。
（注：上文均为三里镇辖地秦至隋时的归属）

#### 唐至清
唐，武德四年(公元612年)从汉代广郁县地析置出潮水县，潮水县古城即为今三里圩镇东约十里处，属岭南。这也是目前三里镇最早的建制。贞观九年(公元635年)改属贵州(南尹州改名贵州。贵港市北山古名宜贵山，故名)州。
五代十国时期(公元917年至971年)属贵州。
北宋， 仍属贵州潮水县。
南宋，潮水县降格为潮水乡，不复有县治之名，仍属贵州。
元代，仍属贵州。
明，洪武二年(公元1369年)降贵州为贵县，属浔州府贵县。
清代，仍属广西行省浔州府贵县。清乾隆五年(公元1740年)，在潮水县治以西十里，即今三里圩辟建新圩市，仍属贵县。

### 中华民国时期
民国元年 (1912年) 属浔州府贵县。（2年(1913年) 撤府设道，7月，属郁江道贵县，3年 (1914年)属苍梧道贵县。16年(1927年)11月，属苍梧行政督察专员公署贵县。19年(1930年) 属苍梧民团区。21年(1932年)4月属梧州民团区。23年(1934年)3月，属梧州行政监督区。29 年(1940年)属第三行政督察区(即第三区行政督察专员兼保安司令公署) 贵县。36年至38年 (1947年至1949年)改属第九行政督察区。 ）

### 中华人民共和国时期
中华人民共和国成立后，三里镇初属郁林专区，1951年7月属南宁专区，同年8月属宾阳专区。1952年8月属容县专区。1958年7月属郁林专区。1971年专区改为地区，属玉林地区。
1958年2月10日，（根据广西省人民委员会（57）民字第72号颁发《关于撤区并乡的决定》，贵县将17个区改为6个大区，覃塘区属6个大区之一，驻地覃塘，辖三里、五里、吉塘、覃塘、根竹、覃南、黄练）三里镇属贵县覃塘区。
1959年以后，属覃塘公社；1984年11月，三里撤社建镇。
1988年12月20日经国务院批准撤销贵县建制，设立贵港市。仍属玉林地区贵港市覃塘区。
2003年3月6日，国务院批准（国函[2003]37号）：调整贵港市港北区行政区划，设立贵港市覃塘区：将贵港市港北区的覃塘镇、黄练镇、东龙镇、三里镇、五里镇、石卡镇、蒙公乡、山北乡、古樟乡、振南乡、大岭乡划归覃塘区管辖。故属贵港市覃塘区。

## 文化教育
该镇有初中2所：三里镇第一初级中学（简称三里一中）、三里镇第二初级中学（简称三里二中）；

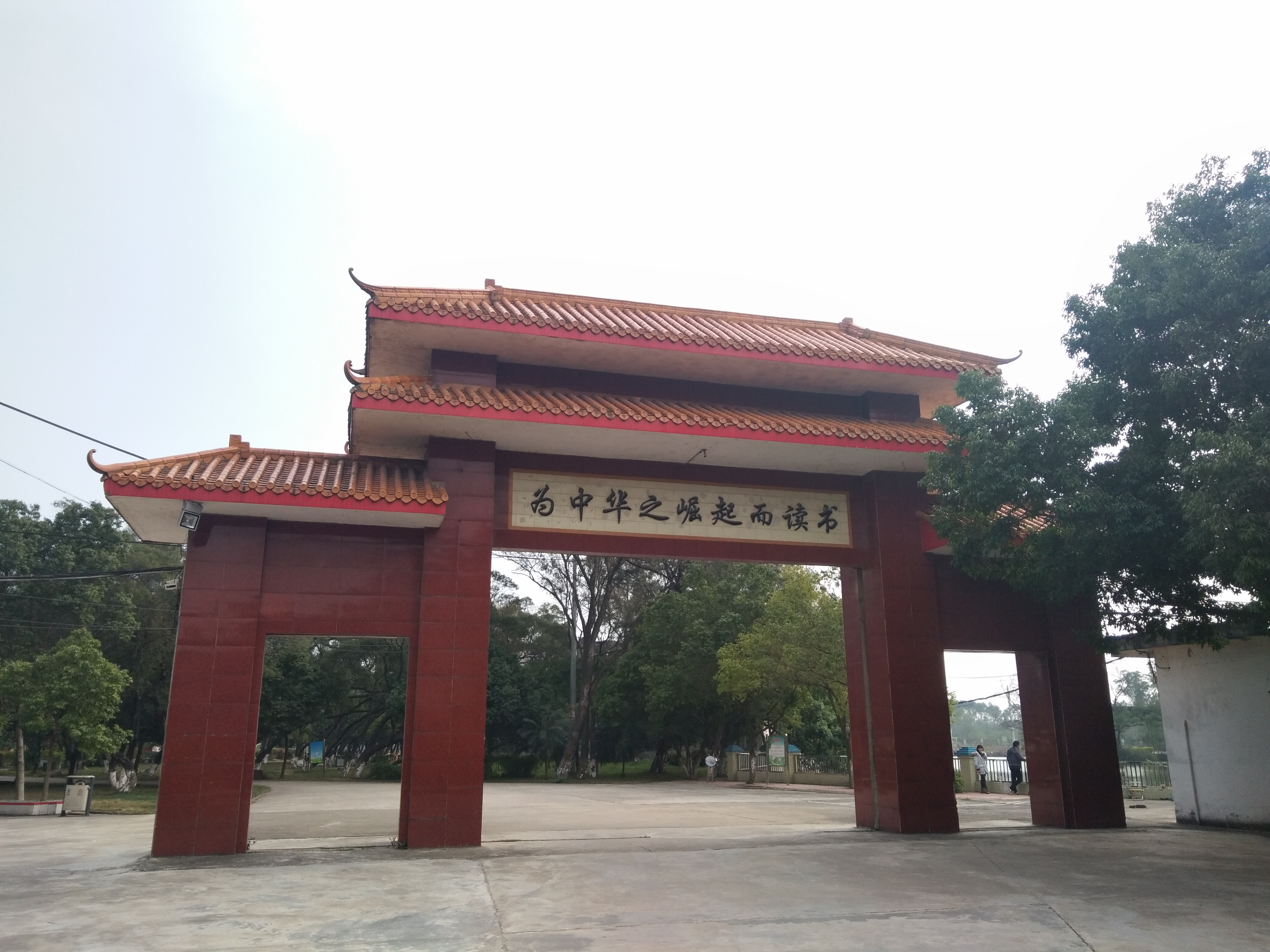
三里一中
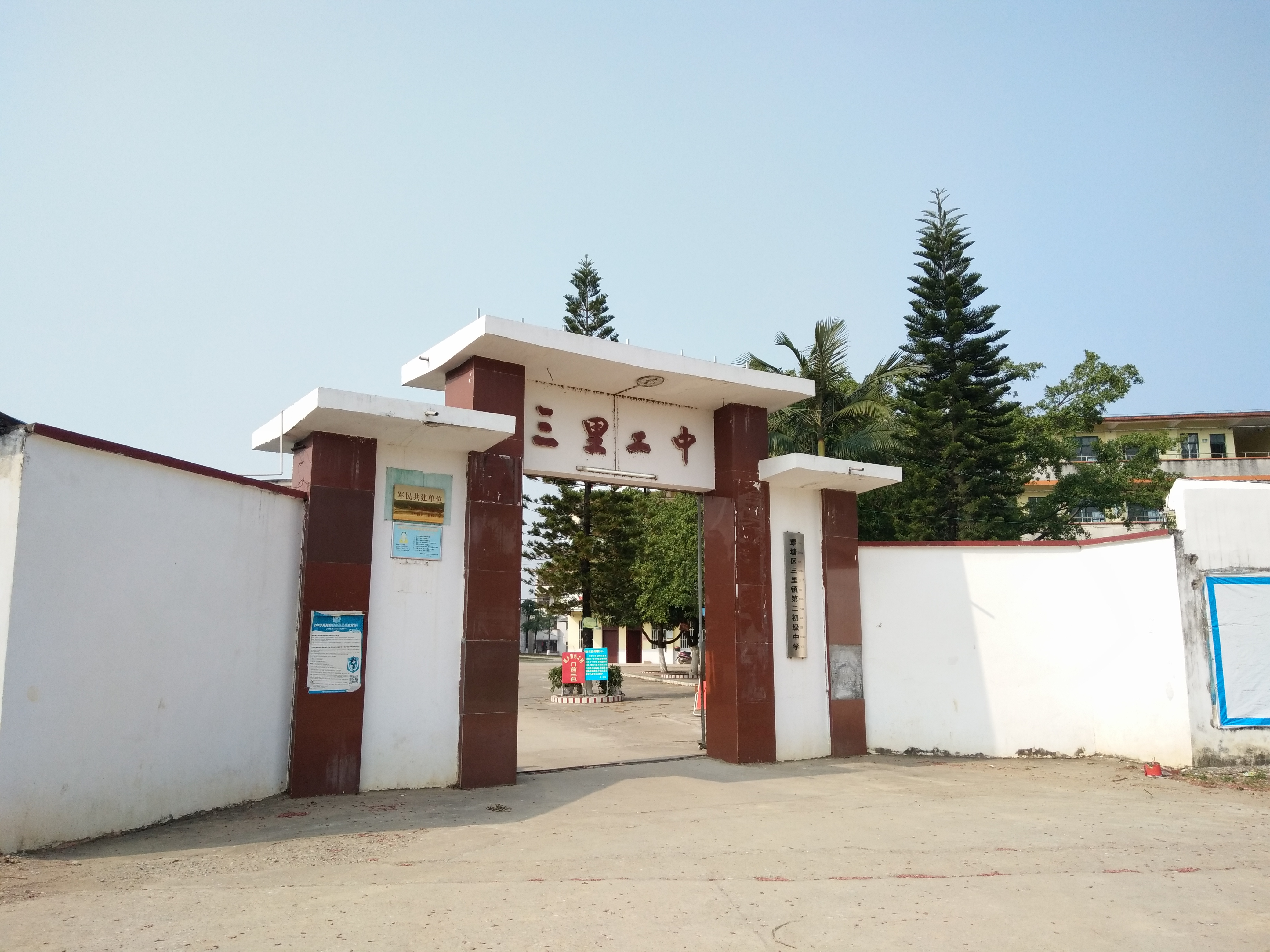
三里二中

中心校1所：三里镇中心小学（简称三小）；
完小11所，教学楼房23幢，1995年已先后通过自治区和国家“两基”验收。近年来，2所初中均获市、区常规管理优秀学校，素质教育目标管理一等奖，教学工作突出贡献奖；中心校为贵港市首批示范学校、百佳学校有成人文化技术学校1所，1996年被自治区许为示范学校和全国成人教育先进单位。